# Caroline Kauffmann
Caroline Kauffmann (Sarreguemines, 1er février 1852 - Paris, 13 décembre 1926) est une militante féministe, suffragette et socialiste. 
Elle est secrétaire générale de l’association La Solidarité des femmes au début des années 1900 puis rédactrice en chef de la revue Combat féministe.

## Biographie
Elle participe au congrès et à l'exposition des Arts et Métiers féminin du 4 au 9 août 1902 au cours la Reine à Paris, organisée par Pauline Savari, en présence d'Hubertine Auclert. Elle veut y faire adopter la fondation d'un comité artistique où « la femme, à l'aide de vêtements plus normaux, mieux adaptés aux besoins de la vie actuelle, s'embellirait à force de simplicité ». Ce serait l'Académie nationale du vêtement féminin. En 1904, Caroline Kauffmann organise un autodafé du Code civil à l'occasion du centenaire de sa promulgation. Ce texte officiel promulgué par Napoléon Bonaparte, inscrit dans la loi l'inégalité des sexes. En effet, on peut y lire que le mari est « le juge souverain et absolu de l'honneur de la famille ». 
Caroline Kauffmann adhère à la Section française de l'Internationale ouvrière (SFIO) lors de sa création en 1905.